# Камбиев, Аслан Русланович
Асла́н Русла́нович Ка́мбиев (25 апреля 1985 — 8 марта 2022, Москва) — российский самбист и дзюдоист, чемпион и призёр чемпионатов России по дзюдо и самбо, серебряный призёр чемпионата Европы по самбо, мастер спорта России международного класса, участник чемпионата мира по дзюдо 2010 года в Токио. Член сборной команды страны с 2010 года. Жил в Москве. Выступал за клуб «Динамо».

## Смерть
1 февраля 2022 года был ранен выстрелом из пистолета в одном из кафе Нальчика. После ранения был прооперирован, затем, в связи с ухудшением состояния, перевезён в НИИ скорой помощи имени Склифосовского в Москве. 8 марта 2022 года скончался в московской больнице от последствий ранения.

## Спортивные результаты

### Дзюдо
- Чемпионат России по дзюдо 2006 года — ;
- Чемпионат России по дзюдо 2009 года — ;
- Чемпионат России по дзюдо 2011 года — ;
- Чемпионат России по дзюдо 2013 года — ;
- Чемпионат России по дзюдо 2015 года — ;
- Чемпионат России по дзюдо 2017 года — ;

### Самбо
- Чемпионат России по самбо 2017 года — ;
- Чемпионат России по самбо 2018 года — ;
- Чемпионат России по самбо 2020 года — ;
- Чемпионат России по самбо 2021 года — ;